# Cookeina sulcipes
Cookeina sulcipes es un hongo comestible de la familia de los Sarcoscyphaceae. Es una especie pantropical distribuida en África, Ásia y América.

## Descripción

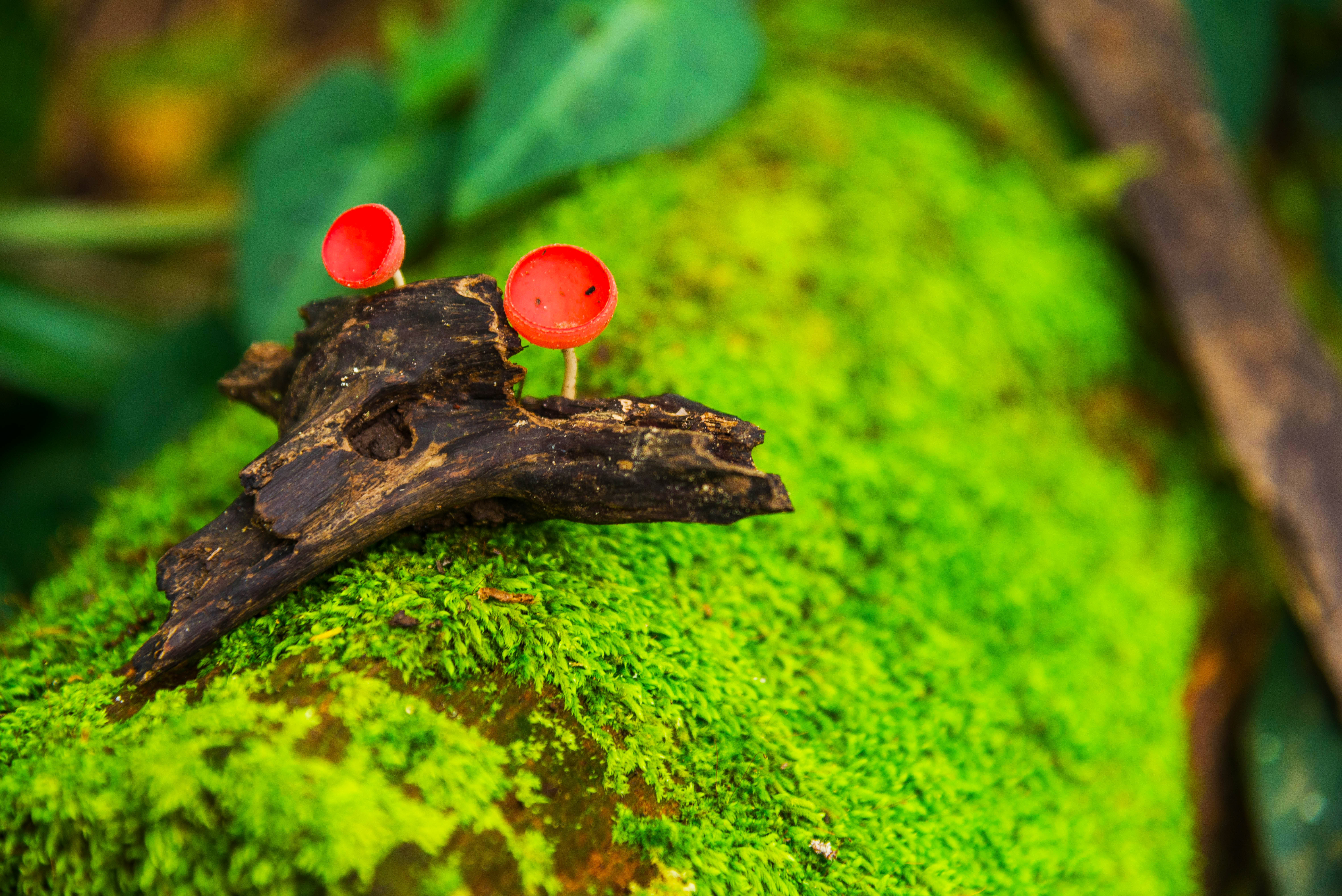
Cookeina sulcipes creciendo en madera en descomposición.

Cookeina sulcipes tiene un ascoma de 10-20 mm de diámetro con forma de copa. Es de consistencia correosa a membranosa, presenta variedades en el color del píleo, la superficie va de roja clara a roja anaranjada a café rosada. Tiene menos de tres o cuatro hileras de pelos blancos cortos y finos en el margen del píleo. El estípite es de 0.5-30 mm de longitud, en ocasiones curvado y de superficie lisa.
Produce ascosporas de 20-24 x 9-13 μm, cilíndricas a elípticas, hialinas y ligeramente estriadas con dos gutulas. Ascas de 101-105 x 5-6 μm, pared delgada de hasta 1 μm de grosor, hialinas y cada una con 8 ascosporas.Cookeina sulcipes se diferencia de las demás especies de Cookeina porque tiene ascosporas con una cobertura gruesa y gelatinosa.
Se ha reportado como comestible en algunas regiones donde crece como en Chiapas, México. Contiene todos los amino ácidos esenciales salvo por un bajo contenido de triptófano, cenizas, carbohidratos, carotenoides, ácidos grasos, proteína y minerales, es bajo en lípidos. Es relativamente alto en proteínas (20.6-24.8 %) y fósforo.

## Distribución y hábitat
Lignícola, crece de forma solitaria o en grupos, en troncos y ramas de madera con diferentes grados de descomposición. En la recolección realizada por Cappello, Rosique y Cifuentes (2018) se encontró tanto a orillas de los caminos como a la sombra al interior de la selva de mayo a diciembre. Las temperaturas ideales de crecimiento reportadas en un estudio rondan los 19 C diarios, humedad relativa de 95.2 % y  precipitaciones de 251.8 mm.
Es una especie pantropical y de distribución cosmopolita. Se encuentra distribuida en África, Asia, China y América. En América se ha localizado en el Caribe, México, Panamá, Colombia, Costa Rica, Brasil, Venezuela.